# Colton (Kalifornia)

Położenie Colton w hrabstwie San Bernardino

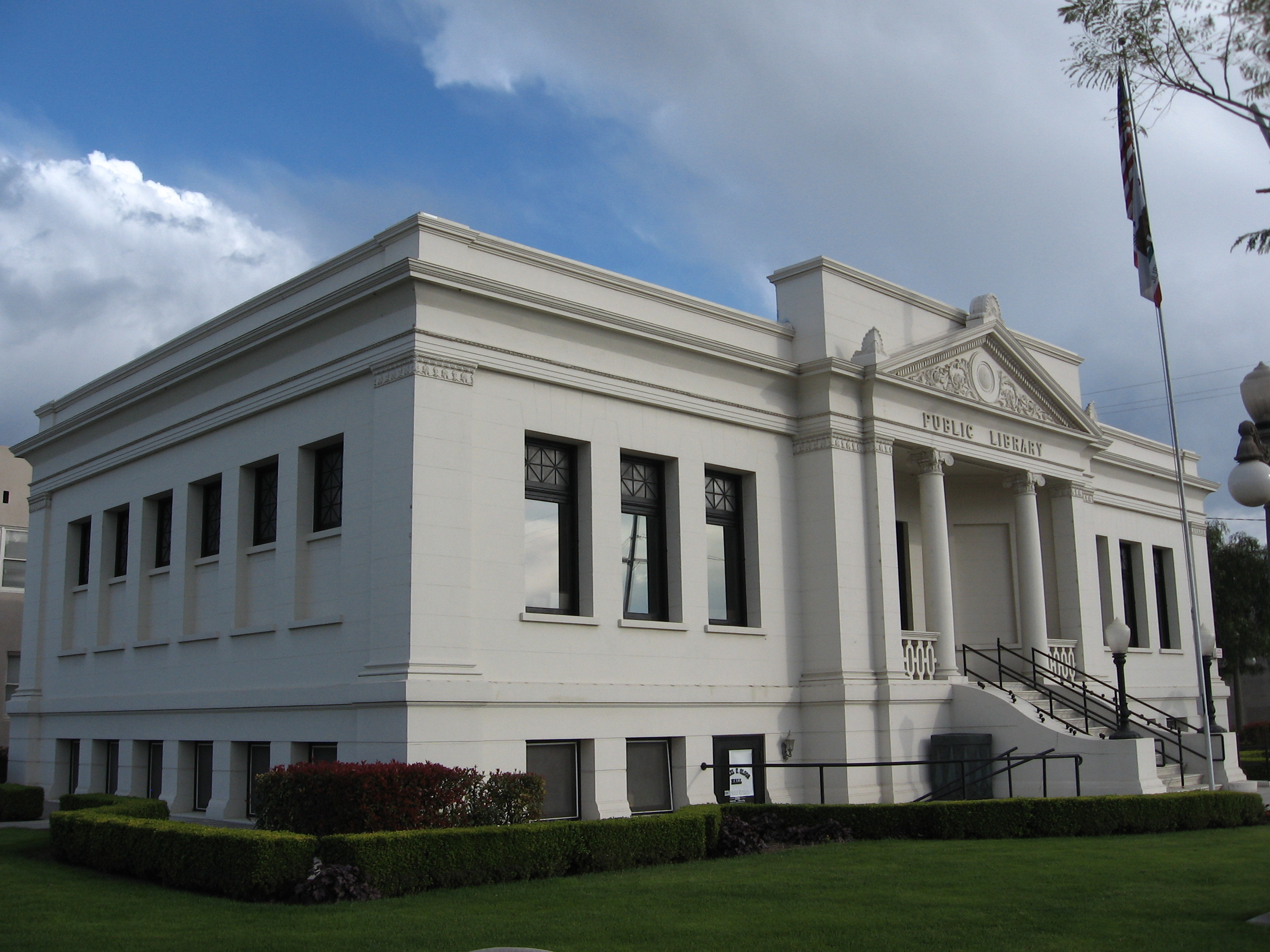
Colton Area Museum

Colton – miasto w Stanach Zjednoczonych położone w południowo-zachodniej części hrabstwa San Bernardino w Kalifornii. Liczba mieszkańców 47 662 (2000).

## Położenie
Colton położone jest w rejonie metropolitalnym Los Angeles, oraz w regionie Inland Empire. Znajduje się ok. 89 km na wschód od Los Angeles i ok. 12 km na południe od stolicy hrabstwa, miasta San Bernardino.

## Historia
Colton znajdowało się na terenie dwócz rancz: Jurupa i San Bernardino. Osadę założono w 1875 roku, prawa miejskie Colton posiada od 1887 roku.  Nazwa miasta pochodzi od nazwiska Davida Coltona, generała w wojnie secesyjnej i potentata kolejowego. W mieście znajduje się Colton Crossing, jedno z najważniejszych przecięć linii kolejowych w Stanach, które zbudowano w 1882 roku.